# Bukovje, Brežice
Bukovje je naselje v Občini Brežice.